# چیاوولی تاک (آریزونا)
چیاوولی تاک (به انگلیسی: Chiawuli Tak) یک منطقهٔ مسکونی در ایالات متحده آمریکا است که در شهرستان پیما، آریزونا واقع شده‌است. چیاوولی تاک ۶٫۳۱ کیلومتر مربع مساحت و ۲۳۶٬۱۲۳ نفر جمعیت دارد و ۸۰۳ متر بالاتر از سطح دریا واقع شده‌است.